# 保塔利亞冰川
62°37′41″S 59°51′50″W / 62.62806°S 59.86389°W

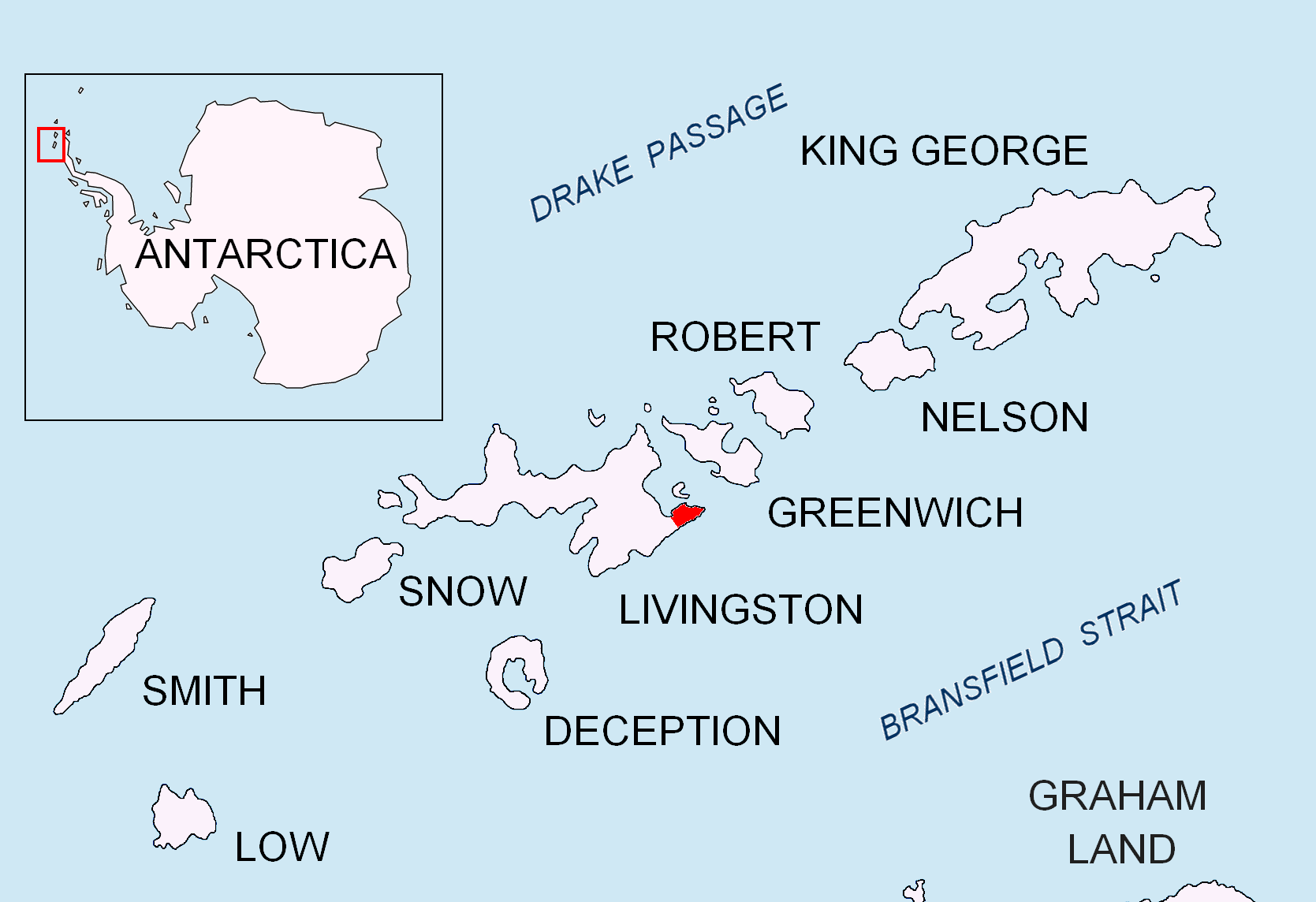

保塔利亞冰川是南極洲的冰川，位於南設得蘭群島中利文斯頓島的布爾加斯半島，最終注入布蘭斯菲爾德海峽，該冰川以保加利亞西部的城鎮命名。

## 外部連結
- SCAR Composite Gazetteer of Antarctica（页面存档备份，存于）.